# Saison 1999-2000 de l'ISL
Saison précédente Saison suivante
La saison 1999–00 est la quatrième saison de hockey sur glace disputée au Royaume-Uni sous le nom de Ice Hockey Superleague. La ligue met en place un plafond salarial pour chaque club fixé à 500 000 £.

## Championnat
Chaque équipe joue six matchs de la saison régulière contre chacune des autres équipes, trois à domicile et trois en déplacement.  À l'issue de la saison, toutes les équipes jouent les séries éliminatoires.
| Équipe               | PJ | V  | N | DP | D  | BP  | BC  | Pts |
| -------------------- | -- | -- | - | -- | -- | --- | --- | --- |
| Bracknell Bees       | 42 | 24 | 3 | 5  | 10 | 181 | 138 | 56  |
| Sheffield Steelers   | 42 | 24 | 2 | 2  | 14 | 188 | 155 | 52  |
| Manchester Storm     | 42 | 23 | 2 | 3  | 14 | 155 | 138 | 51  |
| London Knights       | 42 | 23 | 3 | 1  | 15 | 135 | 125 | 50  |
| Ayr Scottish Eagles  | 42 | 17 | 5 | 4  | 16 | 144 | 147 | 43  |
| Nottingham Panthers  | 42 | 18 | 3 | 1  | 20 | 140 | 165 | 40  |
| Cardiff Devils       | 42 | 17 | 4 | 2  | 19 | 138 | 149 | 40  |
| Newcastle Riverkings | 42 | 11 | 0 | 2  | 29 | 113 | 177 | 24  |

## Séries éliminatoires
Comme pour les saisons passées, les huit équipes sont qualifiées pour les séries éliminatoires avec deux poules créées selon le classement de la saison régulière. À l'issue de cette phase de poule, constituée de six rencontres, les deux meilleures équipes de chaque poule sont qualifiées pour les demi-finale du championnat.

### Phase de poule
Poule A
| Équipe               | PJ | V | N | DP | D | BP | BC | Pts |
| -------------------- | -- | - | - | -- | - | -- | -- | --- |
| London Knights       | 6  | 5 | 0 | 0  | 1 | 28 | 14 | 10  |
| Newcastle Riverkings | 6  | 3 | 1 | 2  | 0 | 14 | 12 | 9   |
| Bracknell Bees       | 6  | 3 | 1 | 0  | 2 | 22 | 19 | 7   |
| Nottingham Panthers  | 6  | 0 | 0 | 1  | 5 | 7  | 26 | 1   |

Poule B
| Équipe              | PJ | V | D | N | DP | BP | BC | Pts |
| ------------------- | -- | - | - | - | -- | -- | -- | --- |
| Sheffield Steelers  | 6  | 4 | 2 | 0 | 0  | 26 | 14 | 10  |
| Ayr Scottish Eagles | 6  | 2 | 1 | 1 | 2  | 12 | 19 | 6   |
| Cardiff Devils      | 6  | 2 | 1 | 0 | 3  | 15 | 16 | 5   |
| Manchester Storm    | 6  | 1 | 2 | 1 | 2  | 12 | 16 | 5   |

### Tournoi final
Le tournoi final se joue sur un week-end, les 1 et 2 avril, dans le NYNEX Arena à Manchester.
Arbre de qualification
|  | Demi-finales         | Demi-finales   |                      |   | Finale | Finale |
|  | Demi-finales         | Demi-finales   |                      |   | Finale | Finale |
|  |                      |                |                      |   |        |        |
|  |                      |                |                      |   |        |        |
|  |                      |                |                      |   |        |        |
|  | Sheffield Steelers   | 1              |                      |   |        |        |
|  | Sheffield Steelers   | 1              |                      |   |        |        |
|  | Newcastle Riverkings | 3              |                      |   |        |        |
|  | Newcastle Riverkings | 3              | Newcastle Riverkings | 3 |        |        |
|  |                      |                | Newcastle Riverkings | 3 |        |        |
|  |                      | London Knights | 7                    |   |        |        |
|  | London Knights       | London Knights | 7                    | 2 |        |        |
|  | London Knights       |                |                      | 2 |        |        |
|  | Ayr Scottish Eagles  | 1              |                      |   |        |        |
|  | Ayr Scottish Eagles  | 1              |                      |   |        |        |

En demi-finale, le premier but opposant Steelers et Riverkings est inscrit par Shaun Johnson joueur de Newcastle alors qu'il reste deux minutes à jouer. Sheffield tente alors le tout pour le tout en sortant son gardien de but. Trois buts sont inscrits dans les trente dernières secondes dont deux buts dans les cages vides des Steelers. 
Les Knights — entraînés par Chris McSorley, frère de Marty McSorley bagarreur de la Ligue nationale de hockey — remportent le titre des séries.

## Récompenses et meneurs

### Trophées
Trophée mensuel
Chaque mois, tous les hommes du match reçoivent une montre par cadeau du sponsor et un homme du match est choisi. Il est désigné Sekonda Face to Watch — l'homme qu'il fallait surveiller au cours du mois qui vient de se jouer. À la fin de la saison, le joueur de l'année, le Sekonda Superleague Player of the Year, est sélectionné parmi les joueurs sélectionnés mensuellement. La sélection est réalisée par les journalistes.
Les vainqueurs des trophées mensuels pour la saison 1999-2000 sont présentés dans le tableau ci-dessous : 
- Octobre — Ed Courtenay
- Novembre — Mark Cavallin
- Décembre — Tony Hand
- Janvier — Steve Thornton
- Février — Rob Stewart
- Mars — Jimmy Hibbert

Trophées annuels
- Entraîneur de l'année – Dave Whistle, Bracknell Bees
- Joueur de l'année – Ed Courtenay, Sheffield Steelers
- Ice Hockey Annual Trophy pour le meilleur pointeur de la saison régulière – Tony Hand, Ayr Scottish Eagles
- Meilleur gardien de but britannique – Stevie Lyle, Cardiff Devils
- Trophée Alan Weeks, meilleur défenseur de la saison – Stephen Cooper, Nottingham Panthers

### Équipes type
| Première équipe                     | Poste | Seconde équipe                        |
| ----------------------------------- | ----- | ------------------------------------- |
| Geoff Sarjeant, Ayr Scottish Eagles | G     | Brian Greer, Bracknell Bees           |
| Claudio Scremin, London Knights     | D     | Shayne McCosh, Sheffield Steelers     |
| Rob Stewart, Bracknell Bees         | D     | Neil Martin, London Knights           |
| Ed Courtenay, Sheffield Steelers    | A     | Teeder Wynne, Sheffield Steelers      |
| Kevin Riehl, Bracknell Bees         | A     | Mikko Koivunoro, Newcastle Riverkings |
| Rob Kenny, London Knights           | A     | Steve Thornton, Cardiff Devils        |

### Meilleurs joueurs
Les meilleurs joueurs au niveau des statistiques sont : 
- 70 points pour Ed Courtenay (Sheffield Steelers)[4]
- 32 buts Ed Courtenay (Sheffield Steelers)
- 39 aides pour Mikko Koivunoro (Newcastle Riverkings)
- 172 minutes de pénalité pour Clayton Norris (Newcastle Riverkings)